# Godshuis De Croeser

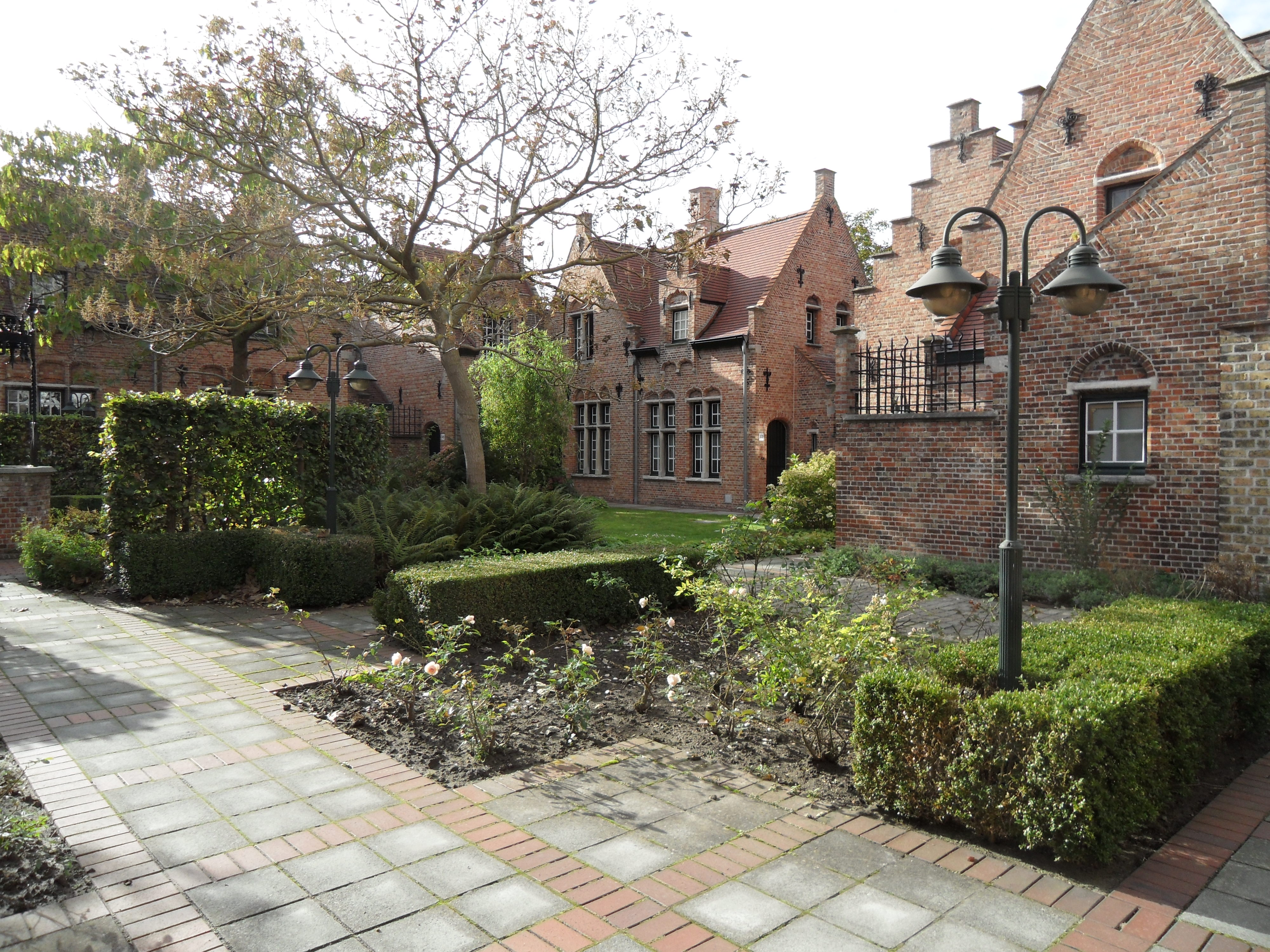
Godshuis De Croeser-de Ruysscher

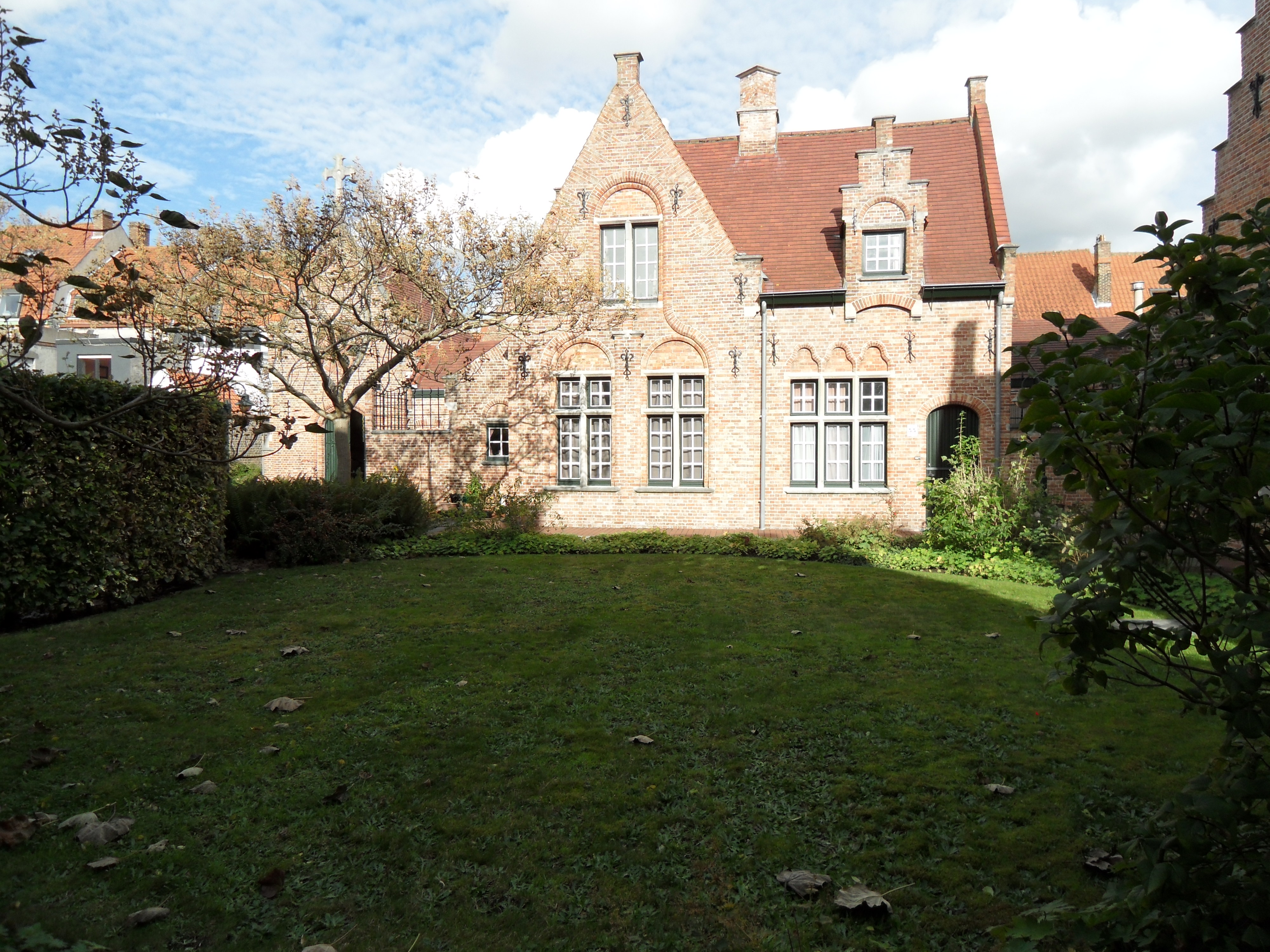
Een paar gebouwen binnen het beluik De Croeser

Het Brugse Godshuis De Croeser werd gesticht in 1911 in de Raamstraat, nummers 29-57.

## Geschiedenis
De stichter van deze godshuizen was Euphémie De Ruysscher (1835-1911), die in 1873 in Alveringem getrouwd was met baron Alexandre de Croeser (1839-1903). Hij was een nazaat van de Brugse burgemeester Karel-Aeneas de Croeser en was de enige overlevende zoon van baron Vincent de Croeser (1806-1889) en Jeanne Vermeire (1814-1891). Hij werd schepen van Sint-Pieters-op-de-Dijk. Het echtpaar bleef kinderloos. Alexandre de Croeser was de laatste van zijn naam, die met hem uitstierf.
De weduwe liet aan de Commissie van de Burgerlijke Godshuizen een legaat na, voor een bedrag van 75.000 frank, bestemd voor het bouwen van godshuizen ten behoeve van zestien bejaarde echtparen.
Architect René Cauwe (1883-1964) kreeg de opdracht om de godshuizen te ontwerpen. De grond die werd aangekocht in de Raamstraat, waar vroeger de ijzergieterij De Jaegher gevestigd was, was voldoende groot om vijftien woningen en een kapel te bouwen rond een relatief grote tuin. De zestiende woning, die als portierswoning werd voorzien, werd langs de straatkant gebouwd. Alles was in neo-Brugse stijl gebouwd. Het beluik is van de straat afgesloten met een grote poort. 
Het godshuis kreeg de naam van de stichteres en haar echtgenoot: De Croeser-De Ruysscher.
In 1999-2000 werden de godshuizen gerenoveerd. In 2004 werd het hele complex beschermd als monument.